# Boris Grigorjewitsch Plotnikow

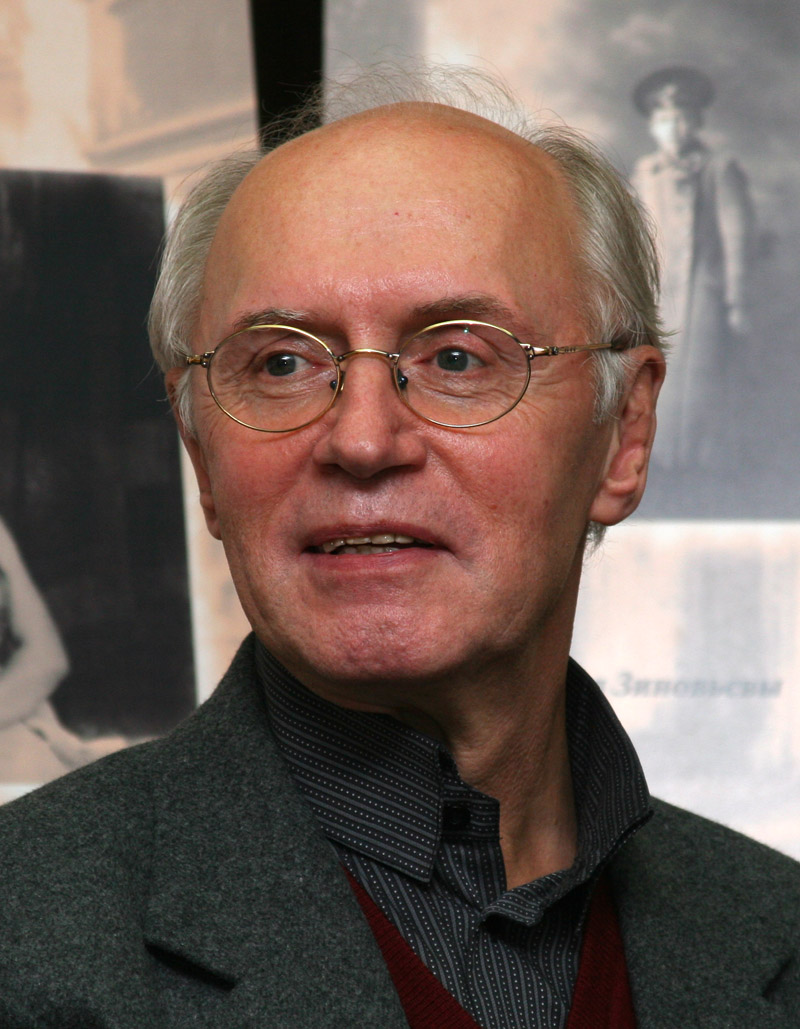
Boris Plotnikow (2014)

Boris Grigorjewitsch Plotnikow (russisch Борис Григорьевич Плотников; * 2. April 1949 in Newjansk; † 2. Dezember 2020 in Moskau) war ein russischer Schauspieler.

## Leben
Boris Plotnikow wuchs als Sohn eines Mechanikers und einer Ingenieurin in Newjansk und später in Nowouralsk auf. Ursprünglich wollte er an der Moskauer Kunsttheaterschule studieren, wo er allerdings als ungeeignet abgelehnt wurde. Also absolvierte er 1970 ein Schauspielstudium an der Swerdlowsker Theaterschule und 1983 ein Studium an der Staatlichen Gorki-Universität des Uralgebiets. Von 1970 bis 1978 war er am Swerdlowsker Jugendtheater tätig. Mehrere Jahre lang wurde er als zu ungeeignet für den Film abgelehnt, sodass er erst 1977 mit der Hauptrolle in dem von Larissa Schepitko inszenierten Kriegsdrama Aufstieg auf der Leinwand debütierte.
Parallel zu seiner über 50 Film- und Fernsehproduktionen umfassenden Filmkarriere stand Plotnikow regelmäßig auf der Theaterbühne. So spielte er ab 1970 am Satiretheater in Moskau, ab 1978 am Moskauer Theater der Sowjetarmee und ab 2002 am Moskauer Kunsttheater.
Mit Моя надежда, мука и награда… (dt.: Meine Hoffnung, Qual und Belohnung) veröffentlichte er 2004 seine Autobiografie. Außerdem war er als Schauspiellehrer an der Russischen Akademie für Theaterkunst tätig.
Am 2. Dezember 2020 starb Plotnikow während der COVID-19-Pandemie in Russland im Alter von 71 Jahren an den Folgen einer SARS-CoV-2-Infektion.

## Filmografie (Auswahl)
- 1977: Aufstieg (Восхождение)
- 1980: Der Wald (Лес)
- 1980: König Stachs wilde Jagd (Дикая охота короля Стаха)
- 1986: Lermontow (Лермонтов)
- 1986: Peter der Große (Peter the Great)
- 1987: Der kalte Sommer des Jahres 53 (Холодное лето пятьдесят третьего)
- 1988: Sobatschje serdze (Собачье сердце)